# USS Juneau (CL-119)
USS Juneau (CL-119/CLAA-119) var en lätt kryssare av Juneau-klass.

## Konstruktion
Juneau kölsträcktes på Federal Shipbuilding and Drydock Company i Kearny, New Jersey, den 15 september 1944, sjösattes den 15 juli 1945 och togs i bruk den 15 februari 1946.

## Tjänstgöring

### Medelhavet 1946-1949
Juneau tillbringade sitt första år i tjänst med operationer längs med den amerikanska Atlantkusten och i Karibien. Före Koreakriget besökte hon Medelhavet tre gånger. Fartyget lämnade New York den 16 april 1947 och anslöt sig till 6:e flottan i Trieste den 2 maj, där det bidrog till att stabilisera den olösta frågan om territoriell äganderätt mellan Italien och Jugoslavien. Under en längre stationering i Grekland fungerade hon som en varning för kommunisterna i landet. Fartyget återvände till Norfolk den 15 november för utbildning och var åter i tjänst vid 6:e flottan den 14 juni-3 oktober 1948 och mellan den 3 maj-26 september 1949.
Juneau omklassificerades till CLAA-119 den 18 mars 1949 och lämnade Norfolk den 29 november för att segla till Stilla havet.

### Koreakriget 1950-1952
Hon anlände till Bremerton, Washington, den 15 januari 1950 och deltog i operationer längs Stillahavskusten. Den 22 april blev hon flaggskepp för konteramiral J. M. Higgins, befälhavare för 5:e kryssardivisionen (CruDiv 5), och stationerades i Yokosuka, Japan den 1 juni, där hon påbörjade patruller i Tsushimasundet. När Koreakriget bröt ut den 25 juni var Juneau ett av de få fartyg som var omedelbart tillgängliga för viceamiral C. Turner Joy, befälhavare för flottans styrkor i Fjärran Östern. Hon patrullerade söder om den 38:e breddgraden för att förhindra fientliga landstigningar, genomförde de första eldunderstödsuppdragen den 29 juni vid Bokuko Ko, förstörde fientliga landinstallationer, deltog i den första flottaktionen den 2 juli då hon sänkte tre fientliga torpedbåtar nära Chumonchin Chan och stödde räder längs kusten. Den 18 juli lade Juneaus styrka, som inkluderade brittiska enheter som Royal Navys lätta kryssare HMS Belfast, ner en dödlig spärreld mot fientliga truppkoncentrationer nära Yodok, vilket bromsade upp den nordkoreanska framryckningen söderut.
Fartyget lämnade hamnen i Sasebo den 28 juli och seglade genom Taiwansundet innan det placerades under 7:e flottan på Okinawa, den 2 augusti. Hon blev flaggskepp för Formosa Patrol Force den 4 augusti och stannade kvar till den 29 oktober då hon anslöt sig till Fast Carrier Task Force som opererade utanför Koreas östkust. Fartyget eskorterade hangarfartygen och återvände sedan till Long Beach, Kalifornien, den 1 maj 1951 för en översyn. Den 1 maj 1951 uppdaterades hon med de nya eldledningssystemen Mk 37, 56 och 63 och en ny bestyckning på 14 stycken 7,6cm/50cal (6x2 & 2x1) och 12 stycken 12,7 cm (6x2) kanoner. Översynen var komplett den 26 januari 1952 och fartyget var under en period verksam  på Stillahavskusten och Hawaii. Hon återvände till Yokosuka den 19 april 1952 och genomförde attacker längs den koreanska kusten i samordning med hangarfartygsbaserade flygplan tills hon återvände till Long Beach den 5 november.

### Atlanten 1953-1955
Juneau deltog i övningar och operationer fram till den 7 april 1953 då hon anlände till Norfolk för att återförenas med Atlantflottan. Den 13 maj återvände kryssaren för tjänstgöring i den 6:e flottan och återvände hem den 23 oktober. Hon opererade i Atlanten och Karibien fram till den 18 november 1954 och skickades sedan till Medelhavet för sin sista tjänstgöringstid.

## Avveckling
Efter att ha återvänt till östkusten den 23 februari 1955 placerades hon i reserv i Philadelphia den 23 mars 1955 och förblev inaktiv till dess att hon togs ur bruk den 23 juli 1955. Fartyget var sedan knutet till Philadelphia Group of the Atlantic Reserve Fleet fram till den 1 november 1959, då hon ströks ur flottans register. Juneau såldes för skrotning till Union Minerals and Alloys Corporation, New York 1962.